# A hangok
A hangok (eredeti cím: The Voices) 2014-ben bemutatott amerikai horror-vígjáték, melyet Marjane Satrapi rendezett és Michael R. Perry írt. A film főszereplői Ryan Reynolds, Gemma Arterton, Anna Kendrick és Jacki Weaver.
Az Amerikai Egyesült Államokban 2014. február 6-án mutatták be, Magyarországon és Németországban több mint két hónappal később, április 30-án.
A film pozitív értékeléseket kapott a kritikusoktól.

## Cselekmény
Jerry Hickfang (Ryan Reynolds) egy optimista ember, akit súlyos hallucinációk gyötrik mindennapi életében. Ő egy fürdőkádgyárban dolgozik, valamint egyedül él egy tekepálya fölött. A hallucinációit gyakran a kutyája, Bosco és a macskája, Bajusz úr váltja ki, akikkel beszélget és ők manipulálják hiedelmes tetteire. Egy nap a főnöke gratulál neki munkájának kemény eredményéért, és úgy dönt, hogy segíthet a Barbecue munkavállalói szervezet megalapításában. Az előkészületek közben megismerkedik egy Fiona (Gemma Arterton) nevezetű angol hölggyel, akitől időpontot kér egy találkozóra, egy kínai étterembe kettesben. Fiona viszont lemondja, hogy a kollegináival elmenjenek egy karaoke partyra. Amikor a nő nem tud hazajutni a szakadó esőben, Jerry elviszi őt egy körre, de útközben egy szarvas ront az útra és elgázolja, aminek hatására az erdőbe landol az autó. Jerry hallucinációi azt mutatják, hogy a szarvas sír a fájdalomtól és könyörög a férfinak, hogy vessen véget az életének, így hát elvágja a szarvas torkát. A rémült Fiona elszalad az erdő közepére. Jerry követi őt, de véletlen leszúrja. A Bánkódó Jerry nagyon sajnálja amit tett, ám ennek ellenére többszörösen késszúrással hidegre teszi a nőt, hogy megszüntesse fájdalmait.
Hazatérvén, Bosco azt mondja Jerrynek, hogy forduljon a rendőrséghez és vallja be, hogy igazából jó ember, aki rossz időben hibázott. Az érem másik oldala, Bajusz úr azt mondja, hogy nincs semmi szégyellni való a gyilkolásban és azt akarja, hogy a nő holttestét vigye haza. Jerry begyűjti a holttestet az erdőből és hazatér vele. Fiona testét elkezdi felszabdalni és minden testrészét számos műanyag dobozba teszi bele, valamint a fejét beteszi a hűtőbe. A fej elkezd beszélgetni vele – tettei miatt megbocsát neki, de ragaszkodik a gyógyszereinek szedéséhez, hogy véget vessen eme rossz viselkedésnek. Jerry elkezdi szedni a tablettáit és visszatérő rémálmok kezdik el gyötörni. Sokszor felébred az éjszaka folyamán, és arra lesz figyelmes, hogy a hallucinációi véget ért; a háziállatok nem beszélgetnek vele, és Fiona feje hideg, rothadt. Ő egyszer csak eldobja a tablettákat és a hallucinációk másnap reggel ugyanúgy folytatódnak és a "boldog élet visszatér a normális kerékvágásba". Fiona megpróbálja meggyőzni Jerryt, hogy öljön meg még valakit, de a férfi mindenképp ahhoz ragaszkodik, hogy nem.
Jerry kér egy randiidőpontot Lisától (Anna Kendrick), Fiona számviteli kolleginájától. Ahogy egyre jobban fejlődnek köztük az érzelmek, Jerry úgy dönt, hogy elviszi őt az elhagyatott gyerekkori otthonába, ahol kiderül, hogy a német anyja egy őrült volt, amit bevallott, mikor Jerry még kisgyerek volt. Amikor a hatóságok megérkeztek a házhoz, az anyuka megpróbálta elvágni a saját torkát, de sikertelenül járt, ezért Jerrynek könyörgött, hogy fejezze be helyette, mert véget akart vetni élete szenvedésének. Jerry elkezd zokogni Lisa előtt, aki csak vigasztalni tudja. Hazamennek Lisa házába és együtt töltik az éjszakát. Amikor Jerry hazatér másnap reggel, még mindig azt érzi, hogy Fiona és Bajusz úr kényszerítik újabb gyilkolásra, és úgy tűnik, hogy Jerry döntésképtelen.
Lisa a számviteli adatok alapján megtudja Jerry címét, és visz neki egy ajándékot a házához, hogy meglepje. Amikor Jerry véletlenül kizárja magát, megpróbál a tetőn keresztül vissza bejutni, de Lisának hajtűk segítségével sikerül kinyitnia az ajtót. Benn kószálgat a lány, és felfedezi Fiona maradék testét. Jerry összeomlik, mikor meglátja, hogy beszivárgott oly módon az otthonába, majd a macskája mondandójának ellenére, nem hajlandó őt megölni. Lisa azt mondja, hogy el tudják felejteni az egészet és normálisan elölről kezdhetnek mindent ami történt köztük, de amikor Lisa megpróbál megszökni a házból, Jerry félre löki őt, aminek hatására véletlenül eltöri a nyakát. Miután meghal, Jerry elkezdi felszabdalni és a fejét elhelyezi a hűtőbe, Fiona mellé. A többi számviteli munkavállalók kezdenek gyanakodni, hogy Fiona és Lisa eltűnt. Amikor az egyik kolleginájuk, Alison (Ella Smith) elmegy Jerry házához, megkérdezi tőle, hogy tudja-e hol vannak. Jerry válaszol is rögtön; azonnal megöli és behúzza a holttestét.
Jerry bevallja a gyilkosságokat az ő adótanácsosának, Dr. Warrennek (Jacki Weaver). Az öreg hölgy megpróbálja felhívni a rendőrséget, de Jerry túszként elrabolva és a vidékre viszi, majd arra kényszeríti őt, hogy segítsen neki. Megpróbálja lenyugtatni, és ahogy kimutatja a megértéseket, Jerry egyre jobban érzi magát. Eközben a többi számviteli munkavállalók betörnek Jerry otthonába, és felfedezik Lisa, Fiona és Alison maradványait – Azonnal visszavonulnak és hívják a rendőrséget. Amikor Jerry hazatér, még mindig túszként tartja Warrent. Nem sokra rá a rendőrség körül veszi a házat, és felkészül megfutamodni. Jerry az alagsoron keresztül menekül, ám miközben inal, az egyik cső eltörik. Bosco és Bajusz úr próbálják megmentik őt, de csak beszélnek hozzá, és befolyásolják, míg Dr. Warrent elviszik a kórházba. Ahogy a rendőrség kutatja Jerry hollétét, egy hatalmas robbanást okoz az eltört cső gázszivárgása.
Lenn a tekepályánál, Jerry összeesik és meghal a sok füst belélegzése miatt. Egy nagy fehér semmibe, Bosco és Bajusz úr a nagy szembenálló hiedelmek ellenére bevallja egymásnak, hogy szeretik egymást, mielőtt külön utakon elválnak. Ezt követően Jerry megjelenik a szüleivel, Fionával, Lisával, Alisonnal és Jézussal, majd mindannyian elkezdenek együtt énekelni és táncolni.

## Szereplők
| Színész        | Szerep                                                                | Magyar hang            |
| -------------- | --------------------------------------------------------------------- | ---------------------- |
| Ryan Reynolds  | Jerry Hickfang és Bajusz úr / Bosco / Szarvas / Nyuszimajom (hangjai) | Nagy Ervin             |
| Gemma Arterton | Fiona                                                                 | Pikali Gerda           |
| Anna Kendrick  | Lisa                                                                  | Gáspár Kata            |
| Jacki Weaver   | Dr. Warren                                                            | Csákányi Eszter        |
| Sam Spruell    | Dave                                                                  | Horváth-Töreki Gergely |
| Paul Chahidi   | Dennis Kowalski                                                       | Harsányi Gábor         |

## Fogadtatás
A Metacritic oldalán a film értékelése 58% a 100-ból, ami 24 véleményen alapul. A Rotten Tomatoeson a Hangok 71%-os minősítést kapott, 69 értékelés alapján.